# Nissan NV (Северная Америка)

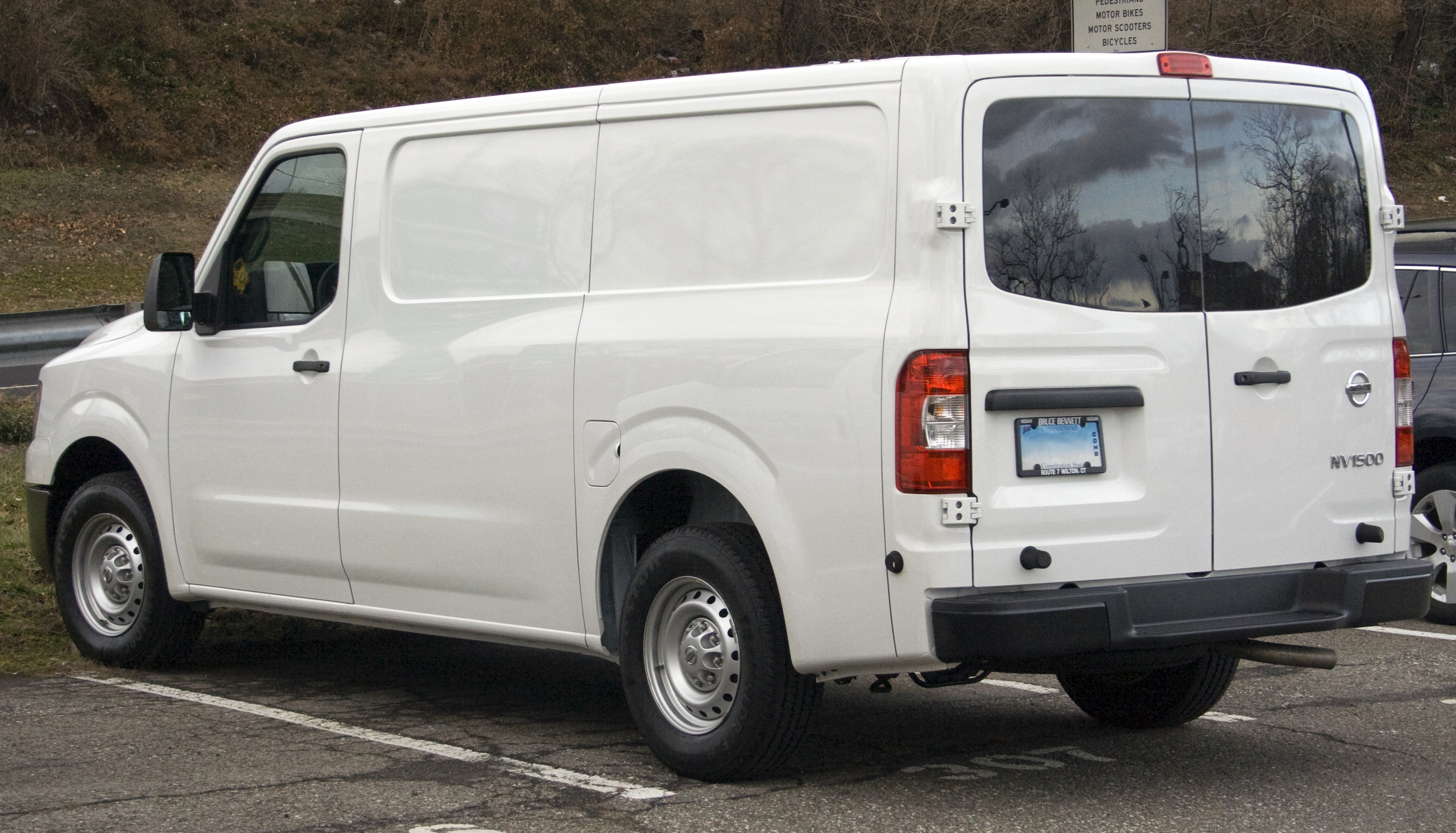
Nissan NV1500

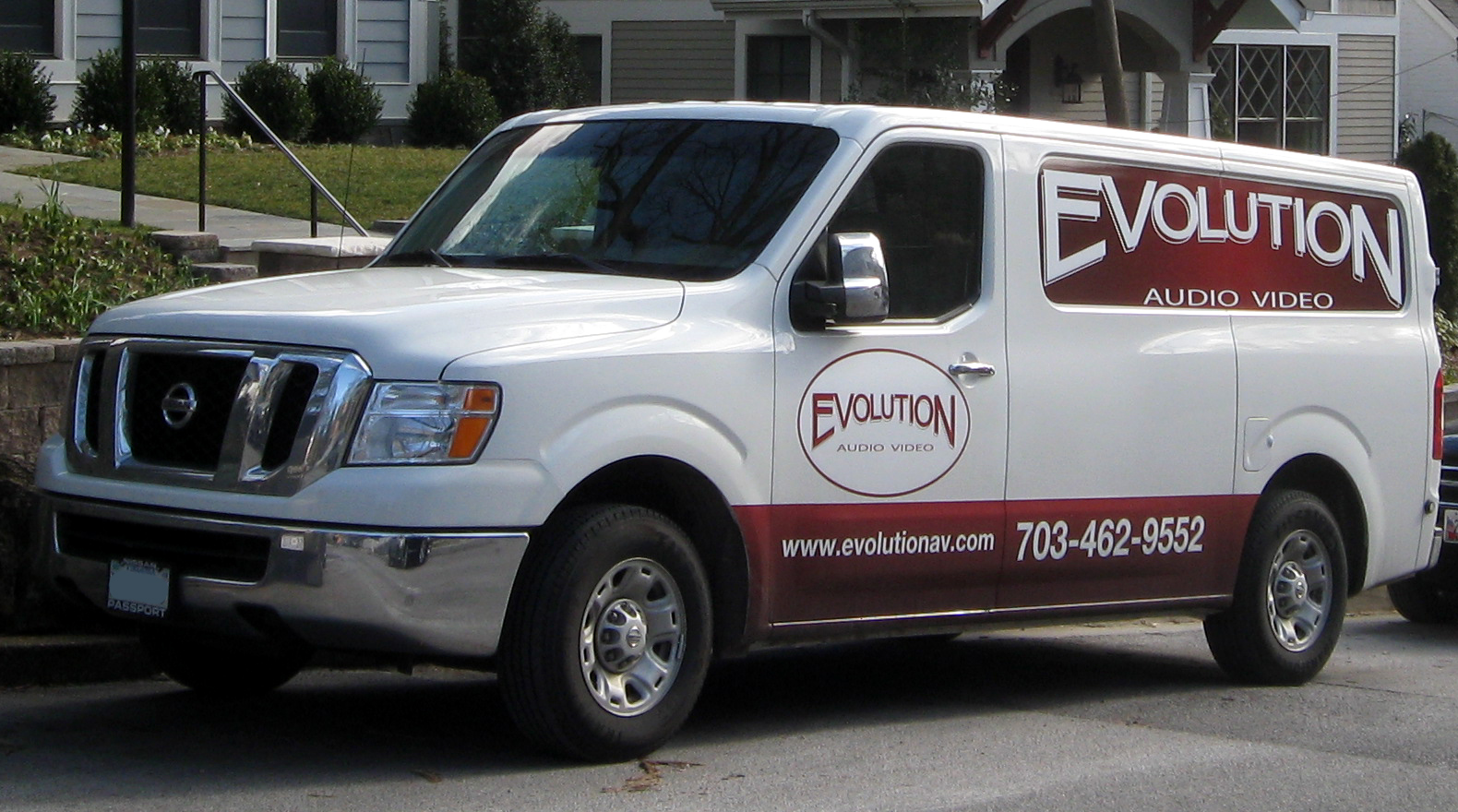
Nissan NV2500 HD

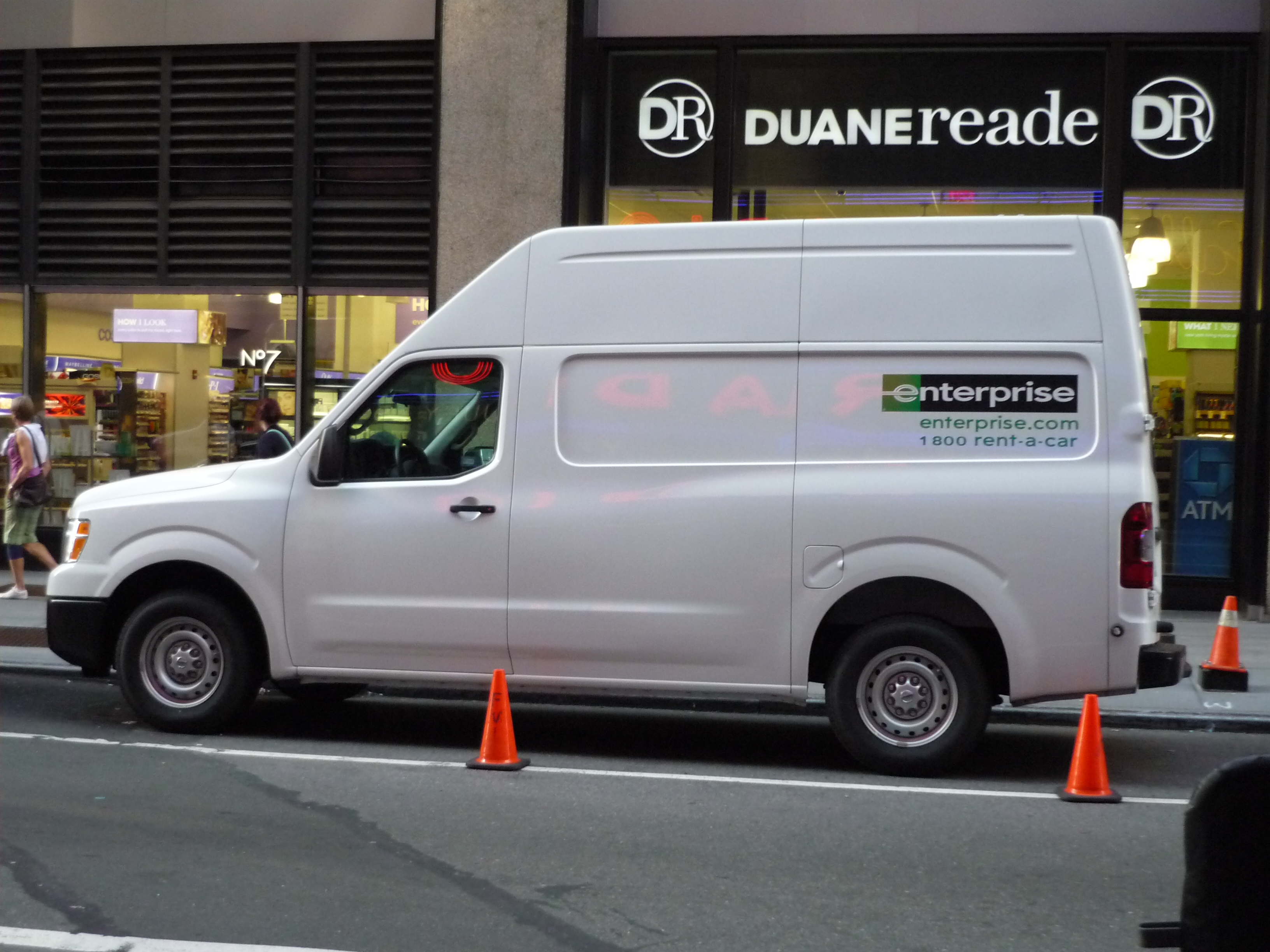
Nissan NV3500 HD

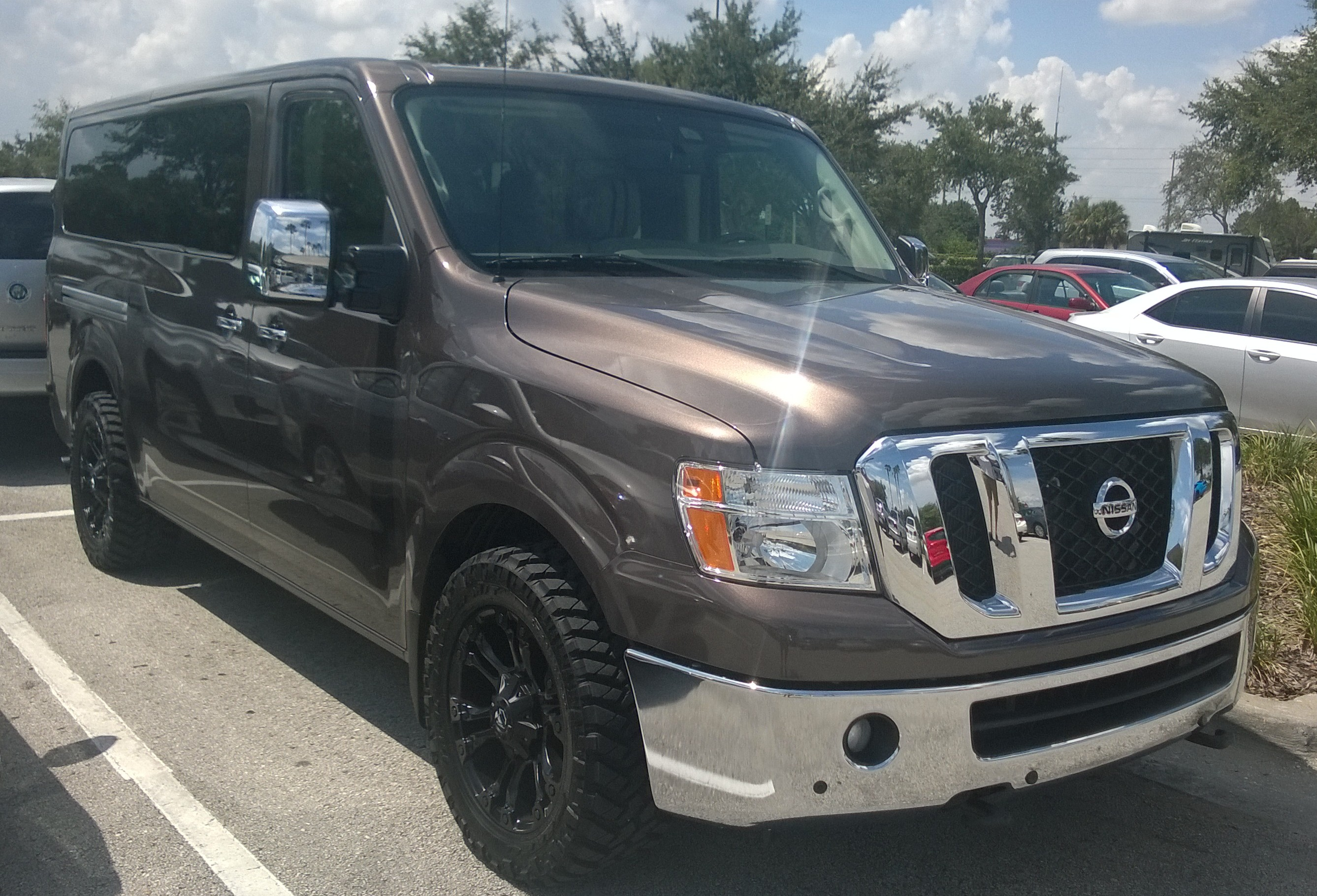
Kleinbus Passenger

Nissan Van/NV (F80) — малотоннажный грузовой автомобиль производства Nissan, серийно выпускаемый с 2011 по 2021 год. Он поставлялся в США и Канаду. До появления модели в Мексике продавался автомобиль Nissan Urvan.

## Производство
Автомобиль Nissan NV использует платформу от пикапа Nissan Titan. Компоновка автомобиля заднеприводная. Трансмиссия — автоматическая (5 или 7 передач). Конкурентами автомобиля являются Ford E-Series и Chevrolet Express.
Мощность двигателя VQ40DE составляет 261 л. с., тогда как мощность двигателя VK56DE составляет 375 л. с. Максимальная скорость автомобиля с двигателем VK56DE составляет 161 км/ч (100 миль/ч).

## Nissan NV1500
Грузоподъёмность автомобиля Nissan NV1500 составляет 1175 кг, как у Chevrolet Express. Автомобиль оснащался двигателем внутреннего сгорания VQ40DE. Комплектации автомобиля — S/SV.

## Nissan NV2500 HD (Heavy Duty)
Автомобиль Nissan NV2500 HD оснащался двигателями внутреннего сгорания VQ40DE и VK56DE (опционально). Грузоподъёмность составляет 1425 кг, как у Chevrolet Express. Комплектации автомобиля — S/SV/SL.

## Nissan NV3500 HD (Heavy Duty)
Автомобиль Nissan NV3500 HD оснащался двигателем внутреннего сгорания VK56DE. Грузоподъёмность составляет 1780 кг, как у Chevrolet Express.

## Снятие с производства
В 2020 году в Северной Америке компания Nissan решила работать над проектом Business Advantage для других автомобилей. Тем не менее, производство автомобиля Nissan NV завершилось в середине 2021 года, а продажи — в конце того же года.